# Солікамський оздоровчий табір
Солікамський оздоровчий табір (рос. СОЛИКАМСКИЙ ОЗДОРОВИТЕЛЬНЫЙ ЛАГЕРЬ, Соликамоздорлаг, Соликамский инвалидный ИТЛ) — підрозділ системи виправно-трудових установ ГУЛАГ.
Організований 27.05.46 на базі табірних підрозділів ВТТ БУДІВНИЦТВА Солікамського Целюлозно-паперового комбінату.

Закритий 03.03.48 (таб. підр. включені до складу УВТТК УМВС по Молотовській області)

## Історія
У жовтні 1946 року за наказом МВС в селищі Боровськ Солікамського району був організований оздоровчий виправно-трудовий табір МВС СРСР. З листопада «оздоровчий табір» разом з Ольховським, Чистюньзьким, Медвеж'єгорським став називатися «інвалідним». У цих таборах, а також у табірних відділеннях деяких інших таборів тримали непрацездатних з/к. А проте ув'язнені виконували такі види робіт:
- с/г,
- контрагентські роботи на з-ді № 577,
- заготівля дров,
- робота на підсобних підприємствах,
- виробництво ширвжитку.

Чисельність з/к: 01.01.47 — 3107, 01.01.48 — 4492;
18.03.48 — 3842